# Трамп-білдінг
Трамп Білдінг (англ. 40 Wall Street), 70 поверхи 282 м, Хмарочос у США, Мангеттен (місті Нью-Йорк).
Хмарочос, який збудували в 1930 лише за одинадцять місяців, був найвищим хмарочосом у світі, доки через декілька місяців, теж у 1930, не закінчилося будівництво Крайслер Білдінґ.
Спочатку хмарочос назвали Банком Мангеттенської Компанії (англ. The Bank of the Manhattan Company). Після того, як Банк Мангетенської компанії злився із Банком Чайсом Насіоналом і став Банк Чайс Мангеттана назва банку змінилася знову на Волл-стріт 40. У 1996 р., коли хмарочос купила компанія Дональда Трампа, його стали називати Будинком Трампа (англ. The Trump Building).

## Перегони за право називатися найвищим будинком у світі
Хмарочос Трамп Білдінг планували на 41 м вищим за Будинок Вулворт (англ. Woolworth Building) побудований у 1913 на Мангеттені. (Будинок Булворта був найвищим хмарочосом до 1930.

## Додатково
- Літак, який належив до Береговій охороні США, врізався в хмарочос у 1946 році під час туману. П'ятеро людей загинуло.
- Дональд Трамп купив будинок всього за $8 мільйонів у 1995, а після ремонту безуспішно намагався продати його за $300 мільйонів.